# VII век до н. э.
VII (седьмо́й) век до на́шей э́ры по пролептическому юлианскому календарю — век с 1 января 700 года до н. э. по 31 декабря 601 года до н. э. Это 4-й век 1-го тысячелетия до н. э. Ему предшествовал VIII век до н. э., за ним следовал VI век до н. э. Закончился 2625 лет назад.

## Основные события
- 644 до н. э. — в Северной Африке основана колония Эбесс — первая колония Карфагена.
- Вторая половина VII века до н. э. — Основание колонистами из Сибариса города Пестум (залив Салерно).
- В Миною, главный город острова Аморгос, пришли самосские колонисты во главе с поэтом Семонидом.
- Установление власти аристократии на Самосе вместо царской.
- Возникновение державы этрусков в Италии.
- Основание колонистами из Клазомены (Иония) города Абдера во Фракии.
- На берегу Керченского пролива древнегреческими колонистами было основано поселение Пантикапей — нынешний город Керчь.
- Появление в Лидии древнейшей в истории чеканной монеты.
- Уничтожение Иудеи.
- В середине века возникает государство Мидия.
- Разгром Ассирии халдеями и мидянами.
- Возникновение государства Ванга в Бенгалии.
- Союз куру и панчалов создает первое крупное государство в Северной Индии.
- Саяно-Алтай: Тагарская культура.
- Начало складывания на территории Среднего Поволжья Ананьинской археологической культуры.
- Китай: Лига князей. Усиление Цзинь. Набеги жунов.
- Основание одного из крупнейших городищ майя — Тикаля.

## Важные персоны
- Карибил Ватар Великий — царь (малик) и мукарриб Сабейского государства около 700—680 годов до н. э.
- Езекия — царь иудейский (правил в 715—687 годах до н. э.).
- Сеннахириб — ассирийский царь и завоеватель Вавилона (705—681 годы до н. э.).
- Архилох — древнегреческий поэт (около 680—645 годов до н. э.).
- 673 до н. э. — Нума Помпилий, второй римский царь, наследник умершего Ромула.
- 664 до н. э. — Смерть Нехо I, царя Египта.
- 663 до н. э. — Смерть Тахарки, царя Египта.
- 653 до н. э. — Смерть Тануатамона, последнего царя 25 династии Египта.
- Солон — афинский политический деятель и социальный реформатор (638—558 до н. э.).
- Терпандр — легендарный основатель греческой классической музыки и лирической поэзии. (712 до н. э.—645 до н. э.)
- Фалес Милетский — греческий математик (635—543 до н. э.).
- 610 до н. э. — Смерть Псамметиха I, царя Египта.
- Сапфо — греческая поэтесса.
- 7 век — Китайский мыслитель Гуань Чжун.

## Правители
- Цари Рима Нума Помпилий, Тулл Гостилий, Анк Марций, Луций Тарквиний Приск.
- Цари Спарты (из династии Агидов) Эврикрат I, Анаксандр, Эврикрат II; (из династии Эврипонтидов) Завксидам, Анаксидам, Архидам I.
- Цари Македонии Пердикка I (726—678), Аргей, Филипп I.
- Царь Кирены Батт I.
- Фараоны Шабатака, Тахарка, Тануатамон, Псамметих I, Нехо II. 671—660 — Египет в составе Ассирии.
- Цари Иудеи Езекия, Манассия, Аммон, Иосия, Иоаким.
- Цари Тира Элулай, Абд Мелкарт, Баал I.
- Цари Лидии Кандавл, Гиг, Ардис, Садиатт, Алиатт.
- Цари Урарту Аргишти II, Руса II, Сардури III, Сардури IV, Эримена.
- Цари Ассирии Синаххериб, Асархаддон, Ашшур-бани-пал, Ашшур-этиль-илани, Син-шуми-лишир, Син-шар-ишкун, Ашшур-убаллит II.
- Цари Вавилона Бел-ибни, Ашшур-надин-шуми, Нергал-ушезиб, Мушезиб-Мардук, Синаххериб, Асархаддон, Шамаш-шум-укин, Кандалану, Набопалассар, Навуходоносор II.
- Цари Элама Халлутуш-Иншушинак, Кутир-Наххунте IV, Хумпаниммена, Хумпанхалташ I, Шилхак-Иншушинак II, Темпти-Хумпан-Иншушинак, Аттахамитти-Иншушинак, Хумпанхалташ III.
- Цари Мидии Дайукку (ок.670-647), Фравартиш (647—625), Увахшатра (626—585).
- Правители Персии Ахемен, Теисп, Кир I.
- Цари Сабы Йатхиамар Ватар II, Карибиил Баййин (ок.685), Замарлайа Ватар, Самхуалайа Иануф I, Йасамар Ваййин I, Карибил Ватар Великий.
- Цари Чжоу Чжуан-ван (696—682), Си-ван (681—677), Хуэй-ван (676—652), Сян-ван (651—619), Цин-ван (618—613), Куан-ван (612—607), Дин-ван (606—586).
- Цари Чу У-ван (704—690), Вэнь-ван (689—677), Сюн Цзянь (676—672), Чэн-ван (671—626), Му-ван (625—614), Чжуан-ван (613—591).